# Daniel Zahno
Daniel Zahno (Basileia, 18 de novembro de 1963) è um escritor suíço.
Estudou filologIa inglesa e germAnica na Universidade de Basileia.
É membro do grupo Autoras e Autores da Suíça, e recebeu vários prémios pela sua obra como o Würth-Literaturpreis em 1996. Daniel Zahno vive como autor em Basileia. É membro da Associação de Autores da Suíça. Em 2003 foi convidado no Istituto Svizzero di Roma em Veneza. Em 2004 fez uma digressão de leitura pelos Estados Bálticos, em 2007 uma pelos EUA (Chicago, São Francisco, Berkeley, San Jose, Seattle, Salt Lake City, Ogden, Baltimore). Em 2010 foi escritor residente no Deutsches Haus da Universidade de Nova Iorque.

## Obra
- Doktor Turban, 1996
- Im Hundumdrehen,2006
- Die Geliebte des Gelatiere, 2009
- Rot wie die Nacht, 2010
- Alle lieben Alexia, 2011
- Manhattan Rose, 2013
- Wanderverführer, 2015